# Президентские выборы в США (1824)
Президентские выборы в США 1824 года проходили в условиях однопартийности. После того, как Федералистская партия была распущена, в Соединённых Штатах Америки осталась одна единственная Демократическо-республиканская партия. На выборах республиканцы были представлены 4 отдельными кандидатами. Позже фракция Эндрю Джексона превратилась в Демократическую партию, а фракции под руководством Джона Квинси Адамса и Генри Клея стали Национальной республиканской партией (впоследствии партией Вигов). 9 февраля 1825 Джон Квинси Адамс был провозглашён президентом палатой представителей.
Впервые в американской истории ни один из кандидатов в президенты не получил как более половины голосов избирателей, так и более половины голосов выборщиков, поэтому результат президентской кампании был решён голосованием в Палате представителей. В результате впервые Президентом стал кандидат, который проиграл как по голосам избирателей, так и по голосам выборщиков (за ставшего президентом Адамса проголосовал 31 % избирателей и 84 выборщика, в то время как за его основного соперника Эндрю Джексона 41 % избирателей и 99 выборщиков).
При этом в этот период ещё не все штаты проводили всеобщее голосование — в нескольких штатах выборщики избирались на законодательных собрания штатов.

## Выборы

### Результаты
| Кандидат               | Избиратели | Избиратели | Выборщики |
| Кандидат               | Количество | %          | Выборщики |
| ---------------------- | ---------- | ---------- | --------- |
| Эндрю Джексон          | 151 309    | 40,45%     | 99        |
| Джон Квинси Адамс      | 122 440    | 32,74%     | 84        |
| Уильям Харрис Кроуфорд | 41 222     | 11,02%     | 41        |
| Генри Клей             | 48 606     | 13,00%     | 37        |
| Другие                 | 10 449     | 2,79%      | 0         |
| Всего                  | 374 026    | 100%       | 261       |